# متحف هونغ كونغ للفن
متحف هونغ كونغ للفنون (بالصينية: 香港 藝術館) هو متحف الفن الرئيسي في هونغ كونغ. يدير المتحف إدارة خدمات الترفيه والثقافة التابعة لحكومة هونغ كونغ. يقع متحف فلاجستاف لفن الشاي، الذي يعتبر أحد فروع متحف هونغ كونغ للفنون، في منتزه هونغ كونغ.
أُغلق متحف هونغ كونغ للفنون في عام 2015 للتجديد والتوسع ومتعدد السنوات. ومن المقرر إعادة افتتاحه في عام 2019.

## المعارض
يغير المتحف عروضه بانتظام. تتكون المعارض في المتحف أساسا من اللوحات وفن الخط والنحت من هونغ كونغ والصين وأجزاء أخرى من العالم. يتتعاون المتحف مع المتاحف الأخرى لإنشاء المعارض في كثير من الأحيان.

## التاريخ

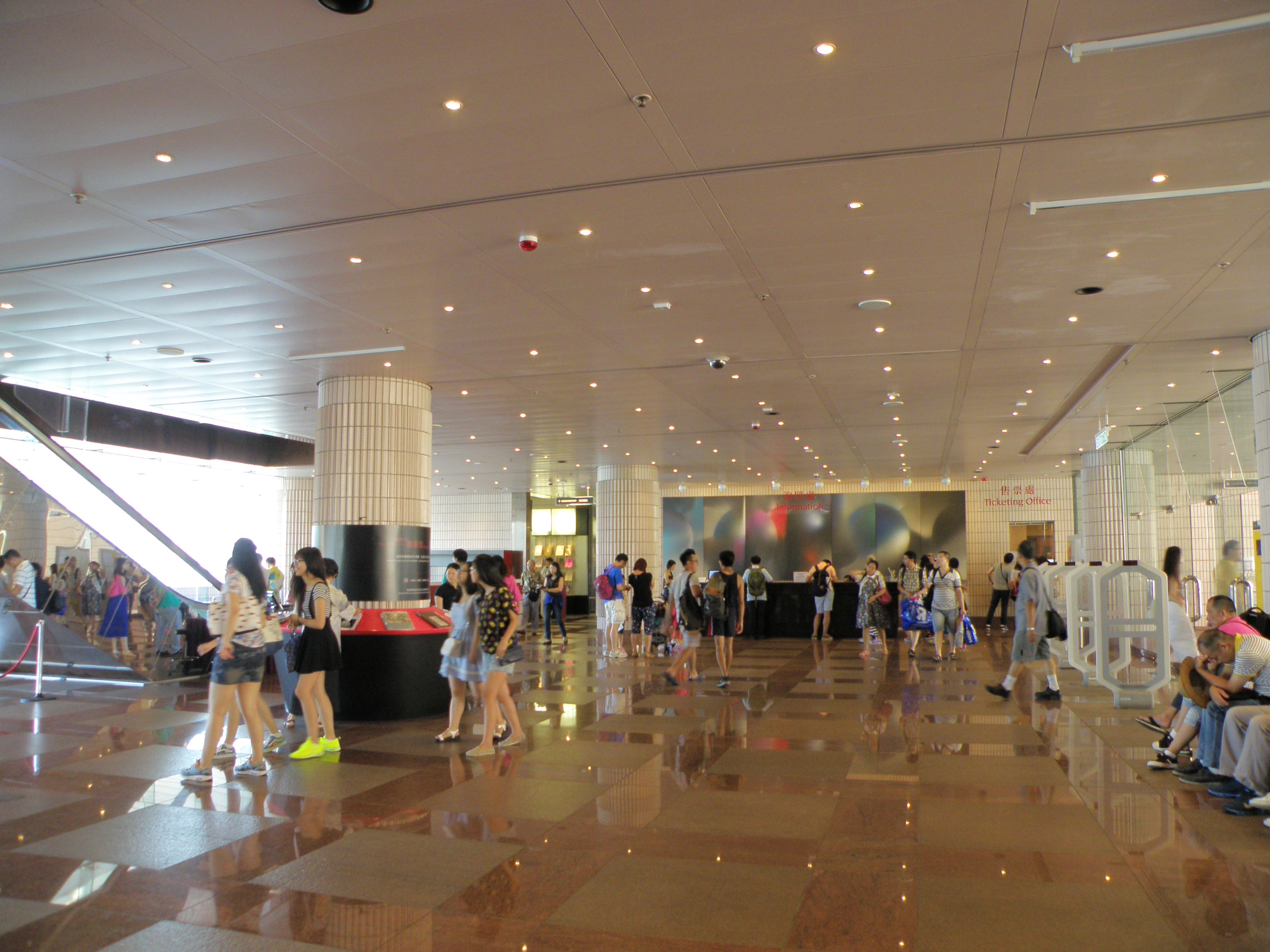
مدخل قاعة المتحف

تم إنشاء المتحف كمتحف قاعة المدينة ومعرض الفنون في قاعة مدين سنترال بهونغ كونغ من قِبَل المجلس الحضري في عام 1962. وقد انقسم هذا المتحف إلى متحف هونغ كونغ للتاريخ ومتحف هونغ كونغ للفنون في يوليو 1975. انتقل متحف التاريخ إلى متنزه كولون في عام 1983. احتل متحف الفن قبل أن يغادر قاعة المدينة في عام 1991 الجزء الثامن (الجزء الخلفي) والطوابق 9 و10 و11 من الكتلة العليا لقاعة المدينة. تضم هذه الطوابق الآن المكتبة العامة.
نُقل المتحف في عام 1991 إلى المبنى الحالي في 10 طريق سالزبري بالقرب من مركز هونغ كونغ الثقافي ومتحف هونغ كونغ للفضاء في تسيم شا تسوي.

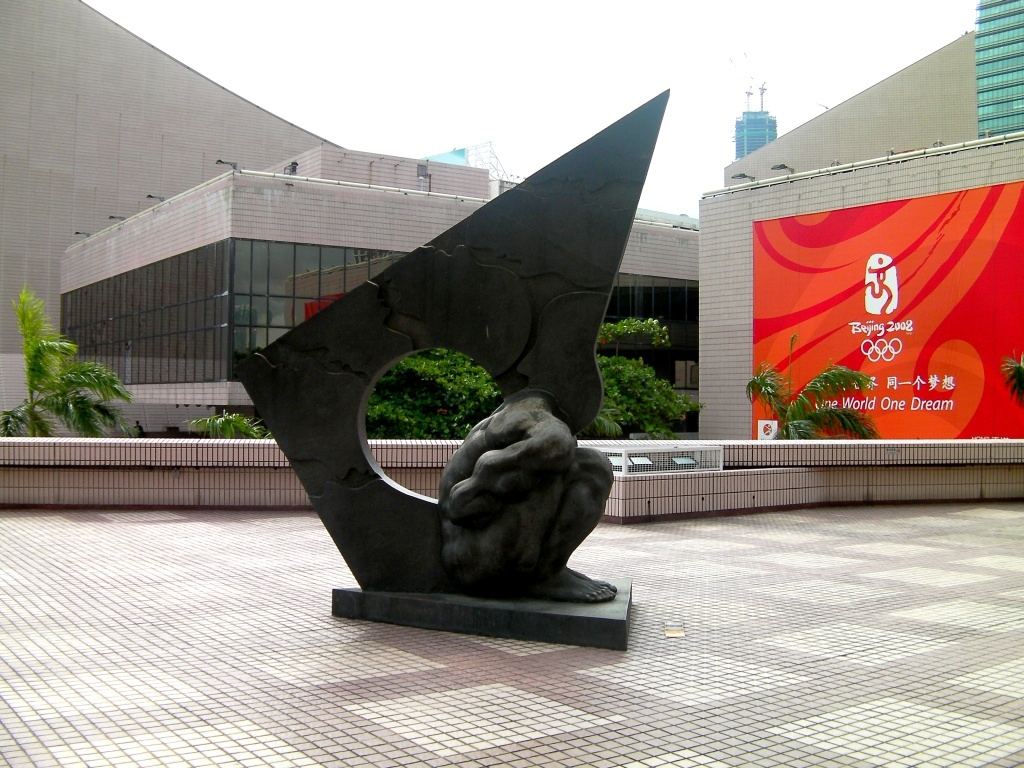
إحدى المنحوتات في متحف هونغ كونغ للفنون

أُغلق المتحف في 3 أغسطس 2015 للتوسيع والتجديد يتكلفة تصل إلى 400 مليون دولار. وسيظل مغلقة حتى الانتهاء من التجديدات لمدة ثلاث سنوات تقريبًا.

## وسائل النقل
يقع المتحف على بعد مسافة قصيرة سيرًا على الأقدام من محطة إيست تسيم شا تسوي ومحطة تسيم شا تسوي التابعة لمترو هونغ كونغ.

## وصلات خارجية
- الموقع الرسمي